# Anneliese Schnell
Anneliese Schnell (* 19. Dezember 1941 in Wien; † 14. Juli 2015) war eine österreichische Astronomin.

## Leben und Werk
Anneliese Schnell war die Tochter des Präsidenten des Wiener Stadtschulrats Hermann Schnell. Sie studierte nach dem mit Auszeichnung bestandenen Abitur in Wien ab 1959 Mathematik und Physik, sowie ab 1961 Astronomie an der Universität Wien. 1967 wurde sie Hochschulassistentin und promovierte 1969. 1972 organisierte sie in Wien die erste nach dem Zweiten Weltkrieg nicht in Deutschland stattfindende Wissenschaftliche Jahrestagung der Astronomischen Gesellschaft und wurde 1974 bis 1980 als erste Frau in deren Vorstand gewählt. Von 2007 bis 2014 war sie Vorsitzende des Arbeitskreises der Astronomischen Gesellschaft für Astronomiegeschichte. Insgesamt hat sie 52 Schriften veröffentlicht und war von 1993 bis 2008 Mitherausgeberin der Zeitschrift „Die Sterne“, die seit 1997 als „Sterne und Weltraum“ erschien. Für die Recherchen für das „Dictionary of Minor Planet Names“ wurde sie 1991 durch die Benennung des Kleinplaneten mit der provisorischen Bezeichnung 1950DL als „Annschnell“ geehrt. Sie wurde am Neustifter Friedhof bestattet.

## Auszeichnungen
- 2007: Goldenes Ehrenzeichen der Universität Wien

Der Asteroid des inneren Hauptgürtels (2572) Annschnell wurde nach ihr benannt.

## Publikationen (Auswahl)
- Anneliese Schnell, Thomas Widorn: Lichtelektrische Beobachtungen des Bedeckungsveränderlichen V 566 Ophiuch, 1964, ISBN 978-3-662-25382-3
- Joseph Meurers, Anneliese Schnell: Untersuchungen über Zufallsphänomene in Geschwindigkeitsfeldern, 1968